# Карен Шелтон
Карен Шелтон (англ. Karen Shelton, 14 листопада 1957) — американська хокеїстка на траві.
Бронзова призерка Олімпійських Ігор 1984 року.